# Libertad sin ira
«Libertad sin ira» es un sencillo del grupo español Jarcha, publicado en 1976, comúnmente considerado como canción representativa de la transición española a la democracia. La canción resurgió en 1997 en el contexto de las manifestaciones y protestas contra el secuestro y posterior asesinato de Miguel Ángel Blanco por parte de ETA. Fue compuesta por José Luis Armenteros y Pablo Herrero.

## Historia
La canción fue utilizada como vehículo de publicidad para promocionar la salida del periódico Diario 16, cuyo primer número salió a la venta el 18 de octubre de 1976. Sin embargo, en un primer momento el contenido de su letra había provocado que la censura llegara incluso a prohibirla durante un tiempo, mediante orden gubernativa de 9 de octubre de 1976. A menudo se confunde Libertad sin ira con Habla, pueblo, habla, del grupo Vino Tinto, tema utilizado pocas semanas después para publicidad de la campaña previa al referéndum sobre la Ley para la Reforma Política celebrado el 15 de diciembre de 1976.
El sencillo alcanzó el puesto número uno en la lista de los más vendidos en España el 11 de diciembre de 1976 y se mantuvo en esta posición durante cinco semanas.

## Contenido
El tema es un canto a las libertades recobradas tras la muerte del dictador Francisco Franco, buscando un espíritu de reconciliación alejado de todo revanchismo (sin ira) y contraponiendo los valores democráticos de la nueva generación, frente a la tendencia autoritaria de muchos viejos en el país, que vivieron la guerra civil española y reclaman para la nación políticas represivas.